# Charli XCX
Charlotte Emma Aitchison (sinh ngày 2 tháng 8 năm 1992), được biết đến với nghệ danh Charli XCX hay Charli xcx là một ca sĩ và nhạc sĩ người Anh. Cô sinh ra ở Cambridge và lớn lên tại Start Hill, Essex. Charli bắt đầu đăng tải những bài hát của mình lên Myspace vào năm 2008, điều này giúp cô được mời đi biểu diễn ở các buổi tiệc quẩy. Ban đầu khi đã biểu diễn ở Luân Đôn, cô đã ký hợp đồng với Asylum Records vào năm 2010 và phát hành một số đĩa đơn và hai mixtape vào năm 2011 và 2012, "Heartbreaks and Earthquakes" và "Super Ultra".
Năm 2012, Charli XCX trở nên nổi tiếng sau khi hợp tác với Icona Pop với đĩa đơn "I Love It" . Vào tháng 4 năm 2013, XCX phát hành album đầu tiên của cô, True Romance; bao gồm một số đĩa đơn đã được phát hành trước đó, kể cả "Nuclear Seasons" đã được phát hành vào năm 2011, và "You're the One", được phát hành dưới Warner Music vào năm 2012.
Sau đó, XCX đã hát chính cho hai single là "I Love It" (2013) và "Fancy" (Iggy Azalea) (2014), cả hai đều được cô đồng sáng tác. Đĩa đơn năm 2014 của cô "Boom Clap" từ album soundtrack của The Fault in Our Stars đã được xếp trong nhóm 10 đĩa đơn hàng đầu trên toàn thế giới. Nó cũng trước khi phát hành album thứ hai của cô, Sucker, trong đó có các đĩa đơn "Doing It" và "Famous".
Năm 2016, cô phát hành đĩa mở rộng Vroom Vroom mở rộng và ca khúc "After the Afterparty", bản gốc duy nhất từ album studio đầy đủ thứ ba sắp tới của cô. Năm 2017, cô phát hành mixtape Number 1 Angel và single chính thức "Boys", trở thành Anh đứng thứ 7 trong Top 40. Cuối năm đó, cô phát hành mixtape Pop 2.

## Tiểu sử
Charlotte Emma Aitchison sinh ngày 02 tháng 8 năm 1992 ở Cambridge, con gái của một người đàn ông Scotland tên là Jon Aitchison, và một người mẹ gốc Ấn Độ là bà Shameera, người có quê gốc từ Uganda. Bố cô là một doanh nhân và là cựu nhân viên đặt vé biểu diễn, trong khi mẹ cô là một cựu y tá và tiếp viên hàng không. Aitchison lớn lên tại Start Hill, Essex, và theo học Cao đẳng Bishop's Stortford trong vùng lân cận Stortford Bishop, mặc dù cô bở học lúc vào năm hai vào năm 2010. Cô cũng học tại Trường Mỹ thuật UCL's Slade ở London, nhưng đã bỏ học vào năm thứ hai của khoá học. Cô bộc lộ sự thích thú của mình đối với âm nhạc từ nhỏ, và bắt đầu viết nhạc từ năm 14 tuổi.

## Sự nghiệp âm nhạc

### 2008–2013: Các buổi biểu diễn và các đĩa đơn đầu tiên.
Aitchison bắt đầu viết nhạc khi mới 14 tuổi và bắt đầu thu âm một album với khoản vay do cha mẹ cô đứng tên. Vào đầu năm 2008, cô đã bắt đầu đăng các bài hát từ album, cũng như nhiều bản demo khác, trên trang MySpace chính thức của cô. Điều này đã thu hút sự chú ý của một nhà tổ chức nhiều bữa tiệc và lễ hội nhạc quẩy trong giới nghệ sĩ ở đông London, và ông đã mời cô biểu diễn. Aitchison được đưa vào các tờ bướm quảng cáo dưới nghệ danh sân khấu Charli XCX, tên hiệu MSN Messenger của cô khi cô còn nhỏ. Mặc dù các buổi biểu diễn rất bất hợp pháp, cha mẹ cô vẫn ủng hộ sự nghiệp của Charli và tham dự nhiều buổi tiệc quẩy cùng cô. Cô phát hành hai đĩa đơn, "Franchesckaar!" và đĩa đôi A-side "Emelline" / "Art Bitch" vào cuối năm 2008 dưới hãng Orgy Music. Album mà cô thu âm vào thời điểm này, 14 (trong đó có single cũ), chưa bao giờ được phát hành thương mại, mặc dù đã có một số bản quảng cáo được phát hành và các bản sao được phát đi trong buổi biểu diễn sớm nhất của cô. Từ đó, Charli thường xuyên bộc lộ lòng không ưa thích đối với các sáng tác âm nhạc của mình vào thời điểm đó và gọi nó là "nhạc MySpace dở tệ cực kỳ". Vào năm 18 tuổi, cô chuyển đến Luân Đôn để học bằng cử nhân mỹ thuật ở trường Mỹ thuật UCL's Slade, nhưng bỏ học trong năm thứ hai.
Charli ký kết với Asylum Records vào năm 2010. Về sau, cô miêu tả khoảng thời gian này như bị "lạc lối". Trong một buổi phỏng vấn với The Guardian, Charli XCX trả lời, "Lúc đó tôi vẫn còn đi học. Tôi vừa đến từ văn hóa nhạc quẩy, và tôi chưa thật sự biết điều đó có nghĩa gì với mình. Và khi ký hợp đồng, tôi ghét nhạc pop; lúc đó tôi muốn sáng tác nhạc rap. Tôi chẳng biết mình là ai. Tôi còn không biết mình đã thích những gì. Mặc dù tôi đã được ký hợp đồng, tôi vẫn suy nghĩ thêm về bản thân mình." Sau đó, Charli đi đến Los Angeles để gặp một số nhà sản xuất âm nhạc nhưng nhận ra rằng "việc đó không giúp ích gì" cho đến khi cô gặp nhà sản xuất âm nhạc người Mỹ Ariel Rechtshaid. Họ làm việc trong 2 tiếng và soạn lời cho bài hát "Stay Away." Cô cho biết "đó là lúc mọi thứ bắt đầu trở nên hoàn chỉnh." Đầu năm 2011, Alex Metric phát hành đĩa đơn "End of the World" với xướng âm của cô. Lúc này Charli XCX rời bỏ năm hai ở trường Mỹ thuật UCL's Stade để tập trung vào sự nghiệp nhạc sỹ của mình. Tháng 5 năm 2011, cô phát hành đĩa đơn "Stay Away", tiếp theo là " Nuclear Seasons " vào tháng 11. Cả hai bài hát đều do Ariel Rechtshaid sản xuất và phát hành độc quyền tại Anh. Đĩa đơn đã thu hút sự chú ý của trang web âm nhạc Pitchfork Media, nơi cô giành được giải thưởng "Đĩa đơn mới hay nhất" cho cả hai; "Stay Away" đã được bình chọn là Đĩa đơn hay nhất năm 2011 của trang web này. Tháng 5 năm 2012, Charli XCX phát hành mixtape đầu tiên bao gồm tám bài hát. Cô đã hỗ trợ Santigold và Coldplay trong chuyến lưu diễn trong năm đó. Bản mixtape thứ hai của cô, Super Ultra, đã được phát hành độc quyền thông qua trang web của cô vào tháng 11 năm 2012.
Ngoài ra, cô còn bắt đầu hợp tác với nhà sản xuất âm nhạc người Thụy Điển Patrik Berger. Anh gửi cho Charli XCX hai tiết tấu, và cô nhanh chóng soạn lời cho cả hai, một trong số đó về sau trở thanh "I Love It" và bài hát còn lại trở thành "You're the One." Cô cho biết mình đã không tự mình phát hành "I Love It" bởi vì cô không thấy nó phù hợp với dòng nhạc của bản thân, nhưng vào năm 2012, bộ đôi người Thụy Điển Icona Pop thu âm lại bài hát này và phát hành nó dưới dạng đĩa đơn với xướng âm của Charli. Bài hát này trở thành một bản hit toàn cầu, đạt được hạng 1 ở Anh Quốc và hạng 7 trên Billboard 100 vào năm 2013. Vào tháng 6, Charli XCX phát hành đĩa đơn "You're the One" thuộc đĩa mở rộng cùng tên, và sau đó mixtape đầu tiên Heartbreaks and Earthquakes, một file đơn độc chưa cùng lúc cả tám bài hát, bao gồm bản cover của bài hát "Champagne Coast" của Blood Orange và bản remix bài "You're the One" của Odd Future. Vào dịp Halloween, cô phát hành bài hát "Cloud Aura" với xướng âm của Brooke Candy, tiếp nối bởi mixtape thứ hai Super Ultra, được phát hành độc quyền qua trang web riêng của Charli vào tháng 11. Vào đầu năm 2013, cô phát hành "You (Ha Ha Ha)" và thông báo về album đầu tay của mình, và sau đó phát hành "What I Like" vào tháng 3 năm 2013. Album đầu tay True Romance của cô được phát hành vào tháng 4 năm 2013, đạt được hạng 85 trên UK Albums Chart, hạng 5 trên US Billboard Top Heartseekers, và hạng 11 trên Australian Hitseekers Albums Chart. Album này được đánh giá cao bởi các nhà phê bình, nhận được 76/100 trên Metacritic. Vào tháng 5, Charli phát hành "Just Desserts", bài hát này được thu âm với nhạc sỹ người Wales Marina Diasmandis.

### 2013–2015: Nổi tiếng vàSucker
Charli XCX bắt đầu viết album thứ hai của mình từ giữa năm 2013, về sau cô cho biết dự định ban đầu sẽ thu âm nó ở Ấn Độ, nhưng sau đó cô muốn thu âm nó ở Pháp. Cô cho biết: "Hai tháng trước, tối muốn đến Ấn Độ để thu âm album này, và giờ tối muốn thu âm nó ở Pháp. Nên tôi cảm thấy không có điều gì chắc chắn cả, tôi hiện đang cảm thấy rất tùm lum tá lả. Nhưng bây giờ, tôi rất quyết tâm về việc đi đến Pháp để thu âm nó, nhưng điều đó đã khác so với hai tháng trước, nên ai mà biết chuyện gì sẽ xảy ra?" Bất mãn với ngành âm nhạc, cuối cùng cô đã đến Thụy Điển, cách ly bản thân mình với hãng thu âm và sáng tác một album lấy cảm hứng từ thể loại nhạc punk trong vòng một tháng. Cô hợp tác với Patrik Berger và hoàn thành album này một cách nhanh chóng, nhưng về sau nó bị hủy bỏ để sáng tác một album tập trung thiên hướng nhạc pop. Album này có bài hát mang tên "Mow That Lawn" và được trình diễn lần đầu tiên tại Lễ hội Ilosaarirock tại Phần Lan.
Cuối năm 2013, "SuperLove" được phát hành dưới dạng đĩa đơn cho album thứ hai của Charli XCX và đạt hạng 62 trên UK Singles Chart, trở thành đơn ca đầu tiên của cô vào bảng xếp hạng.  Vào tháng 1 năm 2014, cô phát hành ca khúc "Allergic To Love" trên nền tảng SoundCloud.  Trong khi đang soạn lời cho album, cô hợp tác với Rivers Cuomo đến từ ban nhạc Weezers, Rostam Batmanglij từ Vampire Weekend, bộ đội sản xuất nhạc Stargate, nhà sản xuất nhạc John Hill và Dr. Luke nhưng cô cho biết "họ không phù hợp với tôi". Trong một buổi phỏng vấn với tạp chí DIY, cô cho biết mình đã sáng tác một bản ghi âm cho nữ giới và muốn họ cảm thấy "một cảm giác được trao quyền". Charli tiết lộ trong nhật ký tour của mình với Replay Laserblast rằng thể loại của album này là pop nhưng có tính la hét và sức mạnh của phái nữ. Album này được truyền cảm hứng từ các nhóm nhạc the Hives, Weezer, Ramones, Bow Wow Wow, và thể loại nhạc yé-yé ở thập niên 1960. Bài hát "SuperLove" về sau bị loại bỏ khỏi album này.
Đầu năm 2014, Charli XCX góp mặt trên đĩa đơn "Fancy" của nữ rapper người Úc Iggy Azalea. Ca khúc nhanh chóng vươn lên vị trí số một trên US Billboard Hot 100, trở thành đĩa đơn đầu tiên của hai ca sĩ đứng ở vị trí đầu bảng. Charli tiếp tục viết cho các bài hát như "Beg For It" (Iggy Azalea), "OctaHate" (Ryn Weaver), cũng như các sản phẩm âm nhạc của Sky Ferreira, Neon Jungle, Rihanna và Gwen Stefani. Giữa năm 2014, Charli XCX phát hành ca khúc "Boom Clap" cho album nhạc phim The Fault in Our Stars. Bài hát nhanh chóng trở thành một bản hit, vươn đến vị trí thứ tám trên Billboard Hot 100, và được chứng nhận bạch kim tại Úc. Vào tháng 8, cô công bố album phòng thu tiếp theo của mình mang tên Sucker, dự kiến phát hành vào tháng 10, cùng với đĩa đơn mở đầu "Break the Rules". Cô chia sẻ rằng, album này "hiển nhiên là [...] về việc đếch cần quan tâm". Tuy nhiên, lịch phát hành album đã bị lùi lại trước sự thành công của "Boom Clap". Cuối cùng, Sucker được ra mắt vào tháng 12 năm 2014 tại Bắc Mỹ và  tháng 2 năm 2015 tại châu Âu. Album debut ở vị trí thứ 28 trên bảng xếp hạng US Billboard 200, và ở vị trí thứ 15 trên UK Albums Chart. Đĩa đơn thứ ba của album, Doing It, hợp tác với nữ ca sĩ người Anh Rita Ora, được phát hành vào tháng 2 năm 2015 và đứng ở vị trí thứ tám trên UK Singles Chart.